# Grene Sande
Grene Sande er et omkring 160 hektar stort hedeområde med moser og indlandsklitter beliggende mellem Hejnsvig og Billund i Billund Kommune. Det er dannet ved voldsom sandflugt i slutningen af og i perioden efter istiden, og senere under sandflugten i 1600- og 1700-tallet.
På Grene Sande har den langvarige påvirkning af vestenvind tilført store mængder sand og har skabt en såkaldt parabelklit, en u-formet klit, der vender ”benene” mod vest . Der er stadig blottede vindbrud i det nordlige ben, mens de i det sydlige er dæmpet af vegetationen. Grene Sande blev sammen med St. Råbjerg-området fredet i 1967 . Hele området er i dag udpeget som Natura 2000-område nr. 85 Hedeområder ved Store Råbjerg og er både EU-habitatområde (H74) og fuglebeskyttelsesområde (F48) på grund af dets specielle flora og fauna.
Mellem hederne Grene Sande og Store Råbjerg ligger Gyttegårds Plantage, nord for området løber Grene Å der er et tilløb til Grindsted Å og videre til Varde Å; mod syd ligger Hejnsvig Bakkeø.